# Oenanthe moesta
La monachella testagrigia (Oenanthe moesta (Lichtenstein, 1823)) è un uccello della famiglia Muscicapidae, diffuso in Nord Africa e Medio Oriente.